# Le Secrétaire intime
Le Secrétaire intime, parfois titré Quintilia Cavalcanti, est un roman de l'écrivaine française George Sand paru en 1834. 

## Conception du roman
George Sand a entamé l'écriture du Secrétaire intime à Paris en 1833 et l'a poursuivie à Venise l'année suivante. Dans sa brève Notice rédigée pour une réédition en 1853, elle dit avoir été inspirée par la relecture des Contes fantastiques d'Hoffmann. Le roman paraît en 1834 à Paris chez l'éditeur V. Magen, en deux tomes, où il est suivi de plusieurs nouvelles de Sand : Metella, La Marquise et Lavinia.

## Résumé
Le roman commence en France au XIXe siècle. Louis de Saint-Julien, jeune homme noble mais quelque peu désargenté, devient le secrétaire intime de la princesse Quintilia. Le roman tourne autour de Quintilia, princesse au caractère hors du commun, dont les autres personnages tentent de percer le secret.

## Accueil critique
Vers 1840-1842, l'Église catholique considère Le Secrétaire intime comme une lecture pernicieuse et le met à l'Index.

## Postérité
Le roman est réédité régulièrement du vivant de George Sand. Une réédition illustrée paraît dans les Œuvres de Sand chez Hetzel en 9 volumes, en 1852-56. Le livre semble avoir connu une éclipse d'un siècle entre les années 1880 et les années 1980. En 1982, il est réédité à Paris par la SERCAP dans le cadre des Œuvres maîtresses de George Sand. Il connaît alors de nouveau des rééditions régulières. 

### Éditions du roman
- George Sand [Liliane Lascoux], Œuvres complètes. Le Secrétaire intime. Jacques, œuvres complètes sous la direction de Béatrice Didier ; édition critique par Liliane Lascoux (Le Secrétaire intime) et Àngels Santa (Jacques), Paris, Honoré Champion, collection « Textes de littérature moderne et contemporaine » n°123, 2012.  (ISBN 9782745319821)
- George Sand, Romans 1830, préface de Marie-Madeleine Fragonard, Paris, Omnibus, 2002.  (ISBN 2-258-06069-9) [Contient Indiana, Valentine, Lélia, Le Secrétaire intime, Leone Leoni, Jacques, Mauprat et Un hiver à Majorque.]

### Études savantes
- Sandrine Aragon, « Les images de lectrices dans les textes de fiction français du milieu du XVIIe siècle au milieu du XIXe siècle », Cahiers de Narratologie n°11, 2004, mis en ligne le 1er janvier 2004 [lire en ligne]
- Philippe Boutry, « Papauté et culture au XIXe siècle. Magistère, orthodoxie, tradition », Revue d'histoire du XIXe siècle, n°28, 2004, mis en ligne le 19 juin 2005. DOI 10.4000/rh19.615 [lire en ligne]